# Santa Maria de Vallverd
Santa Maria de Vallverd és una església desamortitzada i antic monestir a Tragó de Noguera, del municipi d'Os de Balaguer (Noguera) inclosa a l'Inventari del Patrimoni Arquitectònic de Catalunya.

## Descripció
De l'edifici original actualment només resta la capçalera enrunada, amb tres absis semicirculars i fals transsepte. La reconstitució del conjunt permet definir una església de nau única escoltada pel claustre adossat al mur meridional (del qual encara roman algun vestigi). També caldria pensar en els espais corresponents a altres dependències monacals i al cementiri.
L'única informació que tenim dels alçats ens la forneix el que resta de la capçalera, construïda amb carreus regulars ben escairats. Els tres absis que es conserven definien a l'interior un presbiteri i dos espais tancats a banda i banda a manera de capelles laterals que marquen un fals transsepte. Aquests espais es lliuraren a la nau gràcies a les obertures de tres arcs ogivals, dels quals el que pertany al presbiteri apareix recolzat sobre semicolumnes amb capitell trapezoidal i llis⁣.
Les obertures que en origen s'obrien a la capçalera estan en la seva majoria desfigurades per complet, atès que n'han estat arrencats els seus emmarcaments.

## Història
El Monestir de Santa Maria de Vallverd, situat al lloc de Tragó de Noguera, és documentat des del 1172, en què fou dotat pels comtes d'Urgell Ermengol VII i Dolça. Es tracta de la primera fundació cistercenca femenina que es coneix a Catalunya, si bé, segons Pladevall, en realitat la comunitat que hi havia instal·lada fou, fins al 1189, femenina i masculina⁣.
El monestir de Vallverd, que perdurà al llarg de tres segles, visqué sota la influència dels grans centres del Cister, especialment Vallbona de les Monges i el Monestir de Poblet, els abats del qual cercaren constantment d'exercir l'hegemonia sobre les comunitats femenines de l'Orde. Entre 1448 i 1452 s'uniren al monestir de Tragó i el Monestir de les Franqueses de Balaguer, que foren absorbits finalment per Poblet el 1474.
Desapareguda la comunitat a finals del segle xv, l'església de santa Maria romangué oberta al culte. Després, passà a ser propietat privada de la desamortització.